# Benjamin Rush
Benjamin Rush (4. ledna 1746 – 19. dubna 1813) byl americký psychiatr. Byl nejznámější lékař v době války za nezávislost, možná i jeden z nejvýznamnějších psychiatrů vůbec. Byl také znám jako "Mistr pouštěč žilou". Tvrdil, že šílenství je způsobeno velkým množstvím krve v hlavě. Proto své pacienty zaškrcoval, na hlavu jim pouštěl studenou vodu, pouštěl žilou nebo pacienty strašil. V roce 1812, rok před svou smrtí, vydal učebnici, kde detailně popisoval své, často smrtící, postupy. Ta se poté stala zdrojem pro psychiatry na dalších 70 let. Zemřel ve věku 67 let, 19. dubna 1813.
V roce 1965 byl Rush zvěčněn jako otec americké psychiatrie na pečeti americké psychiatrické asociace.